# 무니스 테키날프
무니스 테키날프(튀르키예어: Munis Tekinalp, 1883년 ~ 1961년)는 터키의 작가이자, 범튀르크주의 운동가이다. 유대인으로 본명은 모이즈 코헨(Moiz Cohen)이다.